# 工作狂
工作狂（英語：Workaholic）指過度投入甚至沉迷于工作的人。工作狂不一定喜欢工作，可能只是强迫性地感到需要工作。虽然这个称呼通常带有贬义色彩，但有時也被用来形容某人对工作高度投入，而且这里的“工作”可以泛指某些兴趣爱好，如体育或音乐。
在日本，以成語「滅私奉公」來描述工作狂現象。泛指徹底犧牲私人的時間，全心全力為職場上的工作奉獻一生。對於已婚者，可能與家人的疏遠，而導致離婚。對於健康可能會有負面的影響，甚至發生過勞死。

## 历史上的著名工作狂
- 秦始皇（每天要批阅重达100多斤的竹简奏章，每年都要离开首都进行工作巡视，享年49岁）
- 诸葛亮（“夙兴夜寐，罚二十以上皆亲览焉”，“亲理细事，汗流终日，岂不劳乎？”，享年53岁）
- 柳宗元（在《送薛存义序》中自述“蚤作而夜思，勤力而劳心”，也曾被他人警告“惩病克寿，矜壮暴死”，享年46岁）
- 朱元璋（在诏书中自述其“忧危积心，日勤不怠”，《国初事迹》记载其自五十多岁开始长期被劳累引发的心悸胸闷症状困扰，享寿70岁）
- 张居正（万历九年“热疾”恶化，医者嘱其须至少静养二十日，张居正在请假养病期间仍于“私寓办理”内阁的公文批复，享年57岁）
- 雍正帝[1]（在位13年批阅奏折四万多件，平均每天要批阅十多件，有的批示多达1000多字，享年58岁）
- 黄兴（早在国内革命时期已患有胃出血症，旅美期间又曾大出血。由于操劳太多，元气已溃。后来肝部又见肿大，“不可复救”，享年42岁）
- 张荫麟（因为常常通宵熬夜读书、写作而得绰号“张文昏公”，享年37岁）
- 查士丁尼一世[2]（因时常彻夜达旦处理各种事务而被東羅馬帝國民众称为“不眠皇帝”，但和藹可親，平易近人[3]，享寿82岁）
- 欧拉（在俄国圣彼得堡科学院就职期间因为辛苦的地图学工作而右眼失明，享寿76岁）
- 巴尔扎克（每天写作十几个小时，一生共饮用三万多杯用以提神的黑咖啡，享年51岁）
- 拿破崙一世：每天可以只睡3-4小時。[4]

## 來源
1. ↑  起居注官. .
2. ↑  . 2005  [2022-06-08]. （原始内容存档于2022-01-21） （英语）.
3. ↑  See Procopius, Secret history, ch. 13.
4. ↑  National Gallery of Victoria. .   [2022-06-08]. （原始内容存档于2021-06-21） （英语）.

## 外部連結
- 你是不是工作狂？